# Regensdorf

Regensdorf, historisches Luftbild von 1923, aufgenommen aus 300 Meter Höhe von Walter Mittelholzer

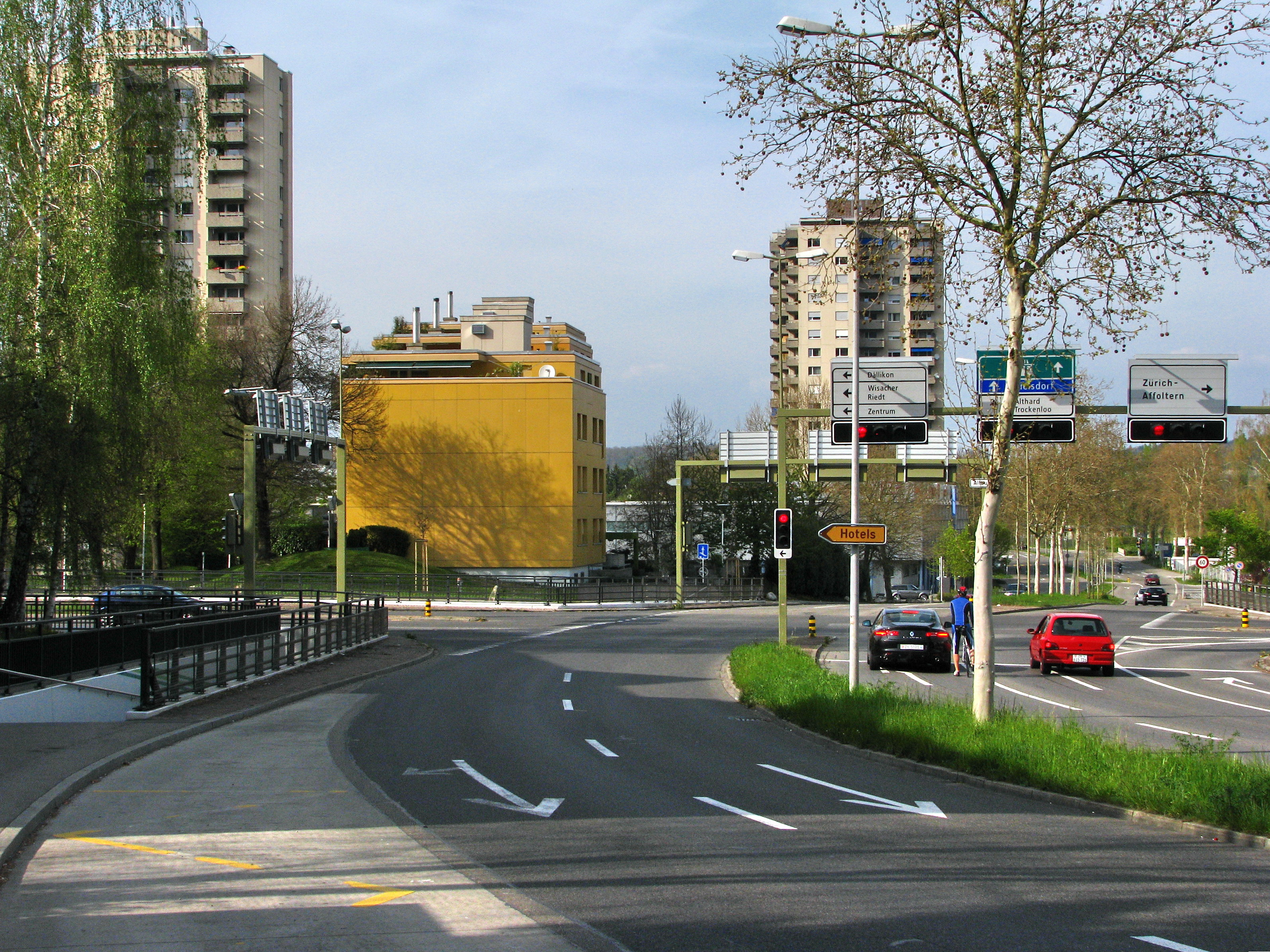
Das Ortszentrum Regensdorf

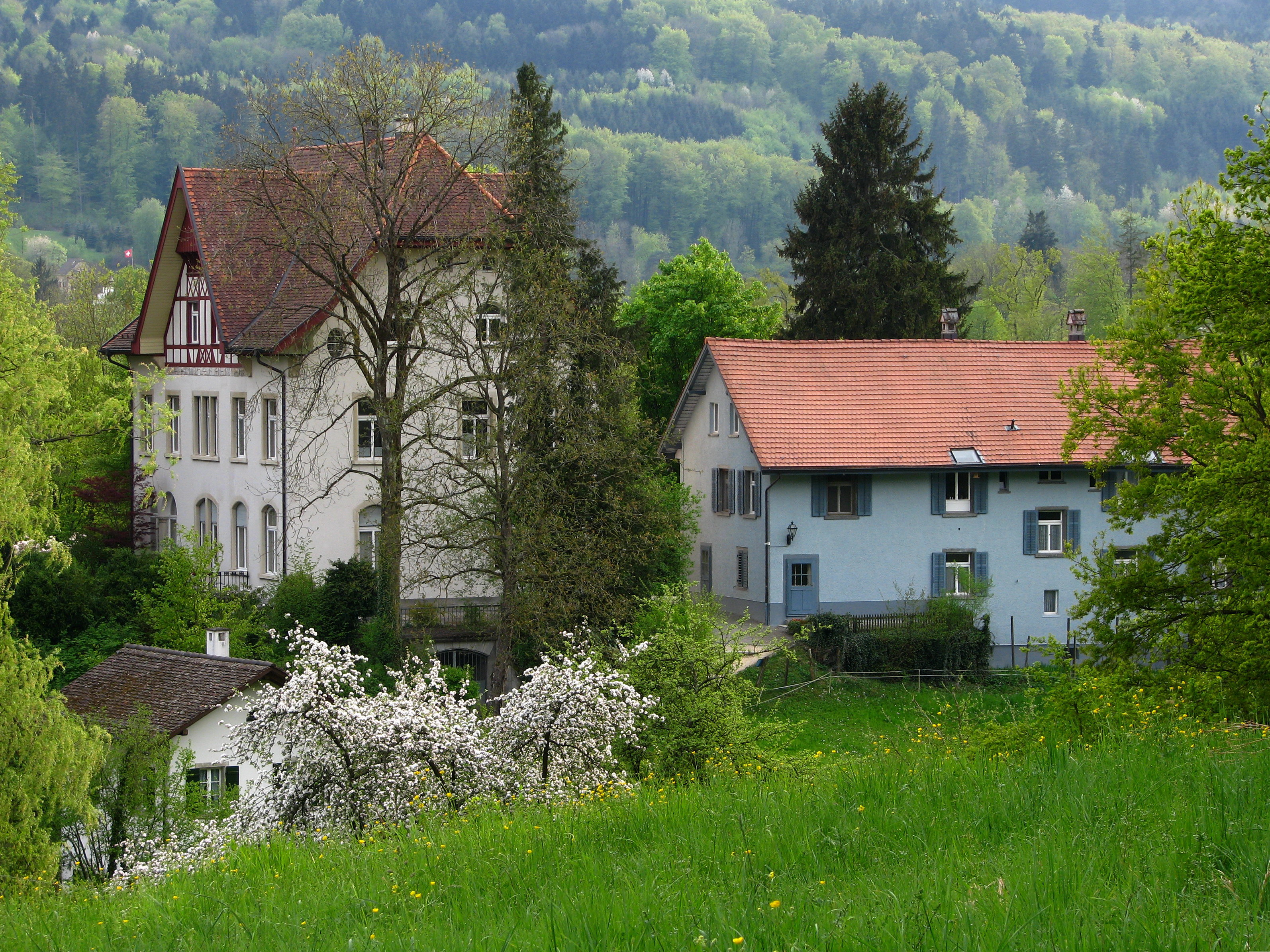
Gut Katzensee

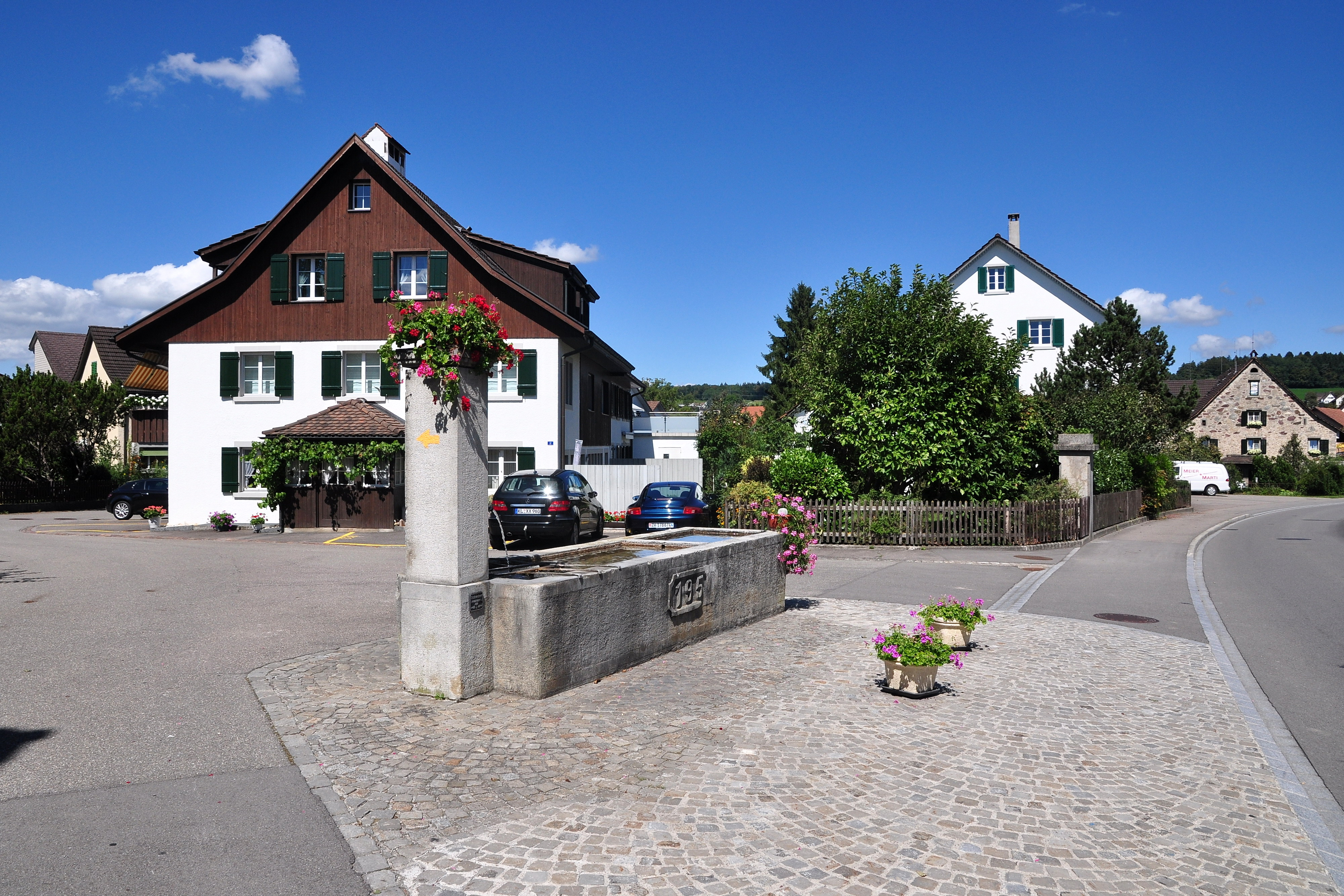
Watt, Ansicht vom oberen Katzensee

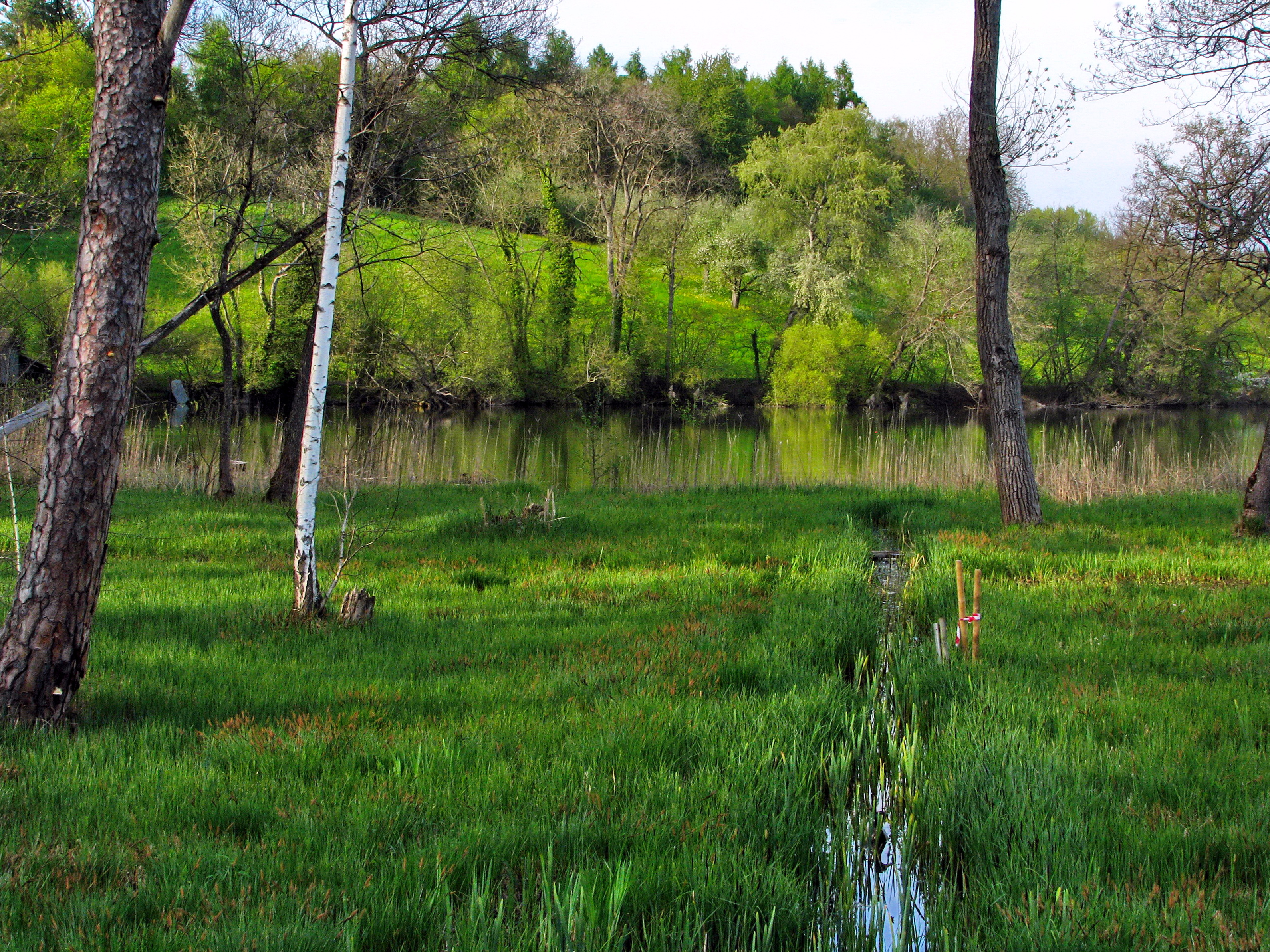
Das Riedgebiet am Katzensee, unweit der Grenze zur Stadt Zürich (Affoltern)

Regensdorf (zürichdeutsch Rägischdoorf [ˈrægiʃˌdoːrf], salopp auch nur Rägi genannt) ist eine politische Gemeinde im Schweizer Kanton Zürich. Sie gehört zum Bezirk Dielsdorf. Seit den späten 1950er Jahren entwickelte sich das am Ostrand des Furttals gelegene frühere Bauerndorf im Zürcher Unterland zu einer Stadt in der Agglomeration Zürich, sodass sie heute die einwohnerstärkste Gemeinde des Bezirks ist. Mit der JVA Pöschwies befindet sich die grösste geschlossene Justizvollzugsanstalt der Schweiz in Regensdorf.

## Wappen
Blasonierung:
In Silber drei blaue Pfähle, überzogen von einem roten Balken

## Geographie
Nur wenige Kilometer in westlicher Richtung vom Zentrum der Stadt Zürich und vom Flughafen entfernt, erstreckt sich die Gemeinde quer über das Zürcher Furttal. Das Tal bildet eine direkte Verbindung zwischen den beiden starken Wirtschaftsregionen im Raum Zürich Nord und Zürich West.
Die Gemeinde Regensdorf besteht aus drei Ortsteilen: Regensdorf, Adlikon und Watt. Unter ihnen besteht eine Art Arbeitsteilung:
Regensdorf ist der grösste Ortsteil der Gemeinde. Hier sind das Einkaufszentrum, Hotels, verschiedene Geschäfte und auch die Gemeindeverwaltung zu Hause. Der Bahnhof Regensdorf-Watt befindet sich auch auf Regensdorfer Boden. Vom einstigen Bauerndorf Regensdorf ist nicht mehr viel zu sehen. Der Rest des alten Ortskerns befindet sich nahe der reformierten Kirche.
Adlikon fällt vor allem mit der grossen Wohnüberbauung Sonnhalde auf. Sie wurde von der Immobilienfirma Göhner erstellt und wird daher auch Göhnerswil genannt. Die Siedlung gehört zu einer der wenigen prämierten Siedlungen des Schweizerischen Werkbundes. Daneben gibt es noch eine alte dörflich-ländliche Umgebung.
Watt ist im Kern immer noch ein Bauerndorf.
Die drei Ortsteile sind heute baulich zusammengewachsen. Das gut ausgebaute Strassen- und Busnetz verbindet sämtliche Ortsteile und Industriegebiete untereinander.

## Bevölkerung
| Jahr | Einwohner |
| ---- | --------- |
| 1468 | 97        |
| 1634 | 553       |
| 1850 | 1'201     |
| 1900 | 1'020     |
| 1950 | 2'093     |
| 1960 | 4'997     |
| 1970 | 8'566     |
| 1980 | 12'553    |
| 1990 | 13'263    |
| 2000 | 14'628    |
| 2005 | 15'425    |
| 2010 | 16'518    |
| 2015 | 18'010    |
| 2020 | 18'112    |
| 2022 | 18'253    |

Die Bevölkerung von Regensdorf nahm vor allem zwischen 1960 und 1980 stark zu.

## Politik
Regensdorf bildet eine politische Gemeinde. Die Legislative bildet die Gemeindeversammlung, und als Exekutive amtet der Gemeinderat (7 Mitglieder). Gemeindepräsident ist Stefan Marty (parteilos, Legislatur 2022–2026). Für die Gemeindeverwaltung wurde 2010/11 das Gemeindehaus in Regensdorf erweitert.
Bei der Nationalratswahl 2019 erreichten die Parteien folgende Wähleranteile: SVP 43,55 %, SP 14,17 %, glp 10,88 %, FDP 10,60 %, Grüne 8,84 %, CVP 4,64 %, EVP 1,88 %, BDP 1,74 %, EDU 1,39 % und andere (8) 2,31 %.
Die Wähleranteile bei der Nationalratswahl 2023: SVP 44,22 % (+0,67 %), SP 15,59 % (+1,42 %), FDP 10,13 % (−0,47 %), glp 9,2 % (−1,68 %), Die Mitte 8,96 % (+2,58 %), Grüne 5,47 % (−3,36 %), EVP 1,72 % (−0,17 %), Mass-Voll! 1,25 %, EDU 1,05 % (−0,34 %), andere (11) 2,41 %.

## Geschichte

### Mittelalter
Die Ursprünge der modernen Ansiedlungen gründen im 6. Jahrhundert, in der Zeit der Landnahme der Alemannen. Die älteste erhaltene Urkunde, die Regensdorf als Reganesdorf erwähnt, datiert vom Jahre 870. Der Ortsname ist aus dem althochdeutschen männlichen Personennamen Regin (im besitzanzeigenden Genitiv Regines) und dem althochdeutschen Substantiv dorf ‹Dorf, Landgut› gebildet und bedeutet damit ‹Dorf, Landgut des Regin›.

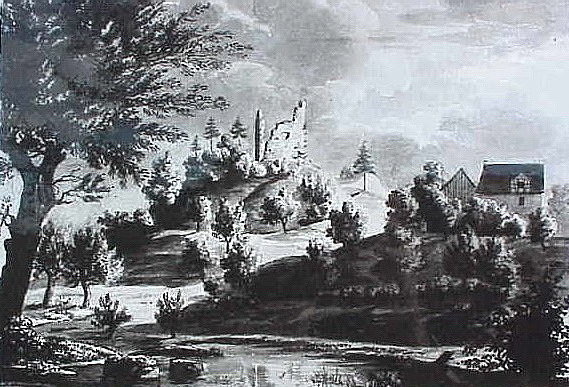
Ruine Alt-Regensberg auf einem Aquarell von Ludwig Schulthess

Eine wesentliche Rolle spielten im Hochmittelalter die Freiherren von Regensberg, die auf einem kleinen Moränenhügel beim heutigen Weiler Altburg im 11. Jahrhundert eine Burg erbauten. Deren Überreste, die Ruine Alt-Regensberg (im Volksmund Altburg nach dem Weiler), sind noch heute zu besichtigen.
Die Niedere Gerichtsbarkeit lag im Mittelalter in Regensdorf und Watt bei der Herrschaft Alt-Regensberg, in Adlikon und im Oberdorf beim Kloster Wettingen. Der Meierhof in Regensdorf bildete von 1373 an einen eigenen Gerichtsbezirk, der in der Hand von Zürcher Bürgern lag. Bis zum 16. Jahrhundert entwickelten Watt, Adlikon und Regensdorf je eigene Gemeindeorganisationen. In der Helvetik wurden sie zur politischen Gemeinde Regensdorf zusammengefasst, wobei Watt und Adlikon noch bis 2009 als eigene Zivilgemeinden autonom blieben.
Ab dem 12. Jahrhundert bestanden in Regensdorf gleich zwei nahe beieinander liegende Kirchen, weshalb sich zwei Dorfteile herausgebildet haben, das Vorderdorf und das Hinterdorf.

### Geschichte der mittelalterlichen Kirchen
Die eine Kirche in Regensdorf war dem heiligen Nikolaus geweiht. Diese Kirche befand sich in Nieder-Regensdorf und war eine Filiale von Höngg. Sie wird als Kapelle im Jahr 1280 erstmals erwähnt. Die Kollatur ging 1359 vom Ritter Johannes von Sehein (Seen) an Wettingen über. Gottesdienstlich wurde diese Kapelle von Höngg aus betreut, seit 1417 ist die Messe an Sonn- und Feiertagen belegt. Im Jahr 1485 gab es das Bestreben zur Gründung einer Kaplanei. 1493 erhielt diese Kirche pfarreiliche Rechte. Nach der Reformation 1524 wurde die Kapelle zum Schopf degradiert, 1956 jedoch restauriert und kirchlichen Zwecken zurückgegeben.
Die zweite Kapelle war diejenige von Ober-Regensdorf, deren Titel aber unbekannt ist. Die Kollatur besassen die von Landenberg-Greifensee, sesshaft zu Alt-Regensberg. Mit dieser Veste ging auch die Kapelle an Zürich über. Zehntenbezüger war der Pfarrer von Höngg. 1470/72 erhielt die Kirche die bischöfliche Erlaubnis zur Feier der Messe auf einem Tragaltar. Die Kapelle wurde in der Reformation in die Pfarrhaus-Remise umgewandelt.
1529 wurde Regensdorf eine selbständige reformierte Kirchgemeinde. Die vormalige St.-Niklaus-Kapelle wurde dabei zur Pfarrkirche erhoben.

### Jüngere Geschichte
Die Ebene des Furttals (heute weitgehend überbaut), an deren Südrand Regensdorf liegt, war bis zur Absenkung des Furtbachs (ab 1870) versumpftes Riedland und damit für landwirtschaftliche Zwecke nur eingeschränkt nutzbar. Reste des Sumpflandes finden sich noch in der Umgebung des Katzensees, insbesondere auf der Südseite.
Auf der Nordseite des ehemaligen Rieds liegen, nach Süden exponiert, Watt und Adlikon. Die Trockenlegung des Furttals ermöglichte eine Erschliessung durch Landwirtschaft und Industrie.
Auf den Bau der Eisenbahn folgten bald die ersten Fabriken. Auch eine kantonale Strafanstalt wurde 1995 in Regensdorf eröffnet, was im Rest des Kantons dem Satz «nach Regensdorf gehen» einen besonderen Beigeschmack gab.
Die Geschichte der Region wird von der Heimatkundlichen Vereinigung Furttal (HVF) erforscht. Die Vereinigung setzt sich für die Wahrung wertvoller Objekte und Landschaften ein.

### Zivilgemeinden
In der politischen Gemeinde Regensdorf bildeten die beiden Orte Watt und Adlikon vom 19. Jahrhundert bis 2009 je eine eigene Zivilgemeinde:
Zivilgemeinde Adlikon: Sie unterhielt die Flurwege und betrieb eine eigene Wasserversorgung für den alten Teil von Adlikon. Die Vorsteherschaft umfasste drei Mitglieder (Präsident, Gutsverwalter und Beisitzer). Jährlich fanden drei bis vier Gemeindeversammlungen statt – im Gegensatz zur Stadt, die als Legislative ein Parlament besitzt.
Zivilgemeinde Watt: Dazu gehörten der Ortsteil Watt und der Weiler Altburg. Die Fläche betrug total 588 ha. Wie bei Adlikon war auch hier die Wasserversorgung zentraler Aufgabenbereich der Zivilgemeinde.
Die Zivilgemeinden Adlikon und Watt mussten auf Grund der neuen Verfassung des Kantons Zürich bis Ende 2009 aufgehoben werden.

## Kirchen
In Regensdorf gibt es drei Kirchen:
- Die evangelisch-reformierte Kirche befindet sich an der Dällikerstrasse im Zentrum von Regensdorf.
- Die römisch-katholische Kirche ist in Regensdorf mit dem Pfarreizentrum St. Mauritius präsent, das sich an der Schulstrasse befindet.
- Die neuapostolische Kirche von Regensdorf befindet sich an der Mühlestrasse.

## Wirtschaft

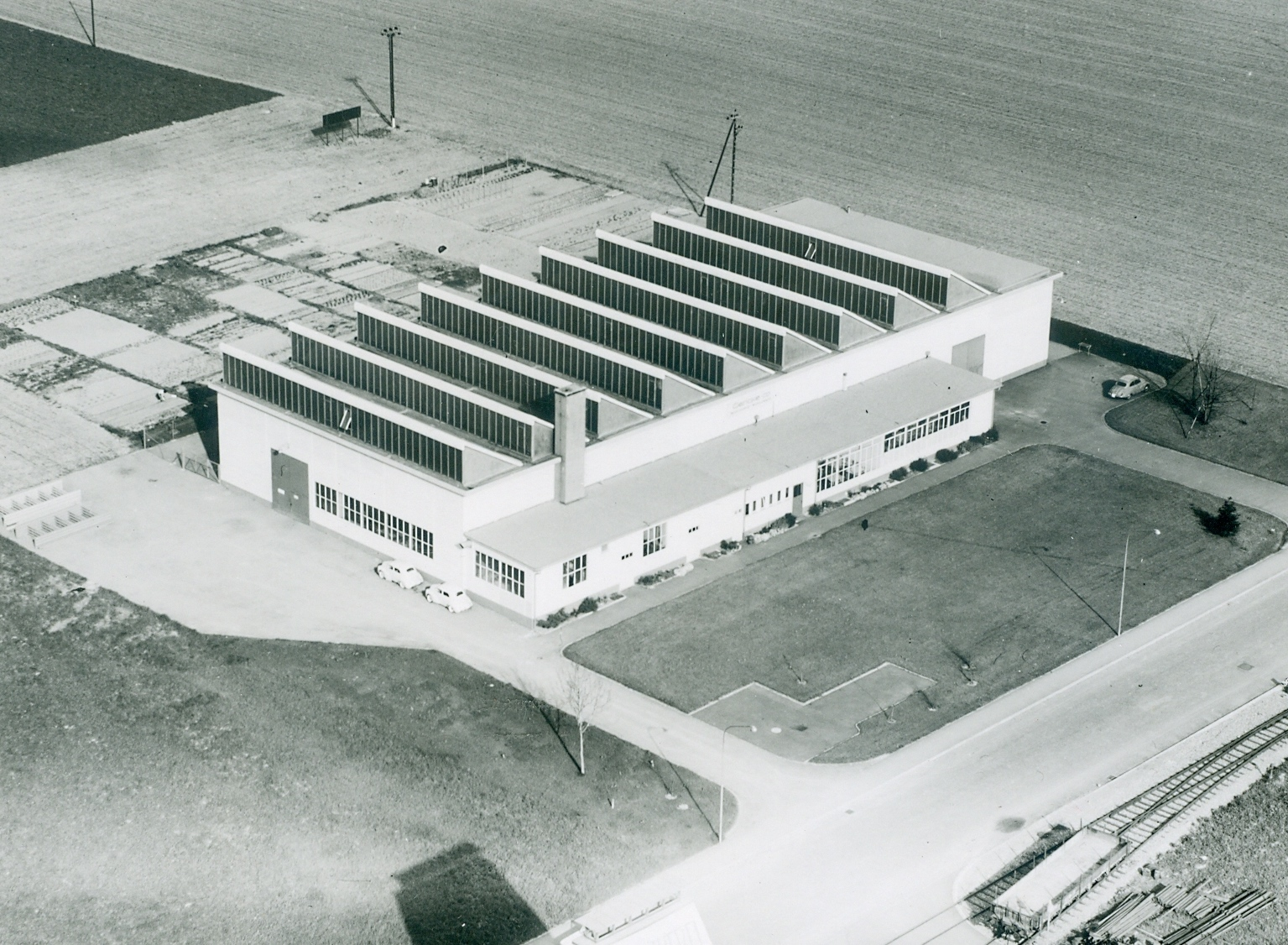
Fabrik der Gericke AG in Regensdorf (August 1960)

### Arbeit und Unternehmen
Regensdorf verfügt über eines der grössten Industriegebiete im Kanton Zürich. Insgesamt gibt es in Regensdorf gegen 10'000 Arbeitsplätze. Die verkehrstechnischen Vorteile in der Nähe der Autobahn-Nordumfahrung der Stadt Zürich und des Flughafens haben viele Unternehmen (u. a. SAP, Mövenpick, Dachser und DHL) dazu bewogen, in der grossen Gewerbezone ihre Administration und teilweise auch Produktion anzusiedeln. Die Firma Gericke AG war eine der ersten Firmen, die sich 1957 in Regensdorf niederliessen. Coop möchte auf einer grünen Wiese ein Verteilzentrum für Coop.ch bauen, von wo aus ab frühestens Ende 2027 die ganze Deutschschweiz und das Tessin beliefert werden soll.

### Einkaufszentrum
Das Einkaufszentrum Regensdorf liegt zusammen mit dem Mövenpick Hotel im Herzen von Regensdorf. Die Haltestellen der öffentlichen Verkehrsmittel befinden sich in unmittelbarer Nähe.

### Öffentlicher Verkehr
Wie alle Zürcher Gemeinden gehört Regensdorf zum Zürcher Verkehrsverbund (ZVV). Der Bahnhof Regensdorf-Watt der Schweizerischen Bundesbahnen (SBB) wird halbstündlich von der S 6 Baden – Regensdorf-Watt – Zürich HB – Uetikon  der S-Bahn Zürich bedient. An Wochenenden verkehrt auch die SN6 Würenlos – Regensdorf-Watt – Zürich HB – Stettbach – Winterthur  im Nachtnetz. Der Bahnhof ist auch Knotenpunkt der meisten Buslinien im Furttal, die von den Verkehrsbetrieben Glattal (VBG) betrieben werden:
451 Regensdorf, Zentrum – Regensdorf-Watt, Bahnhof – Adlikon b. R., Leematten
452 Regensdorf, Zentrum – Regensdorf-Watt, Bahnhof – Regensdorf, Sportanlage Wisacher
453 Regensdorf-Watt, Bahnhof – Adlikon b. R., Sonnhalde (nur in den Hauptverkehrszeiten)
454 Regensdorf-Watt, Bahnhof – Regensdorf, Allmend (nur in den Hauptverkehrszeiten)
456 Regensdorf-Watt, Bahnhof – Adlikon b. R. – Dielsdorf, Bahnhof
485 Zürich, Bahnhof Altstetten Nord – Zürich, Frankental – Regensdorf-Watt, Bahnhof – Watt – Buchs ZH, Linde
491 Zürich, Zehntenhausplatz – Regensdorf-Watt, Bahnhof – Dällikon – Dänikon ZH – Hüttikon
Mit der «4. Teilergänzung» der Zürcher S-Bahn wurde im Dezember 2015 der Betrieb der neuen S 21 (Regensdorf-Watt – Oerlikon – Zürich HB)  aufgenommen, um die S6 zu Hauptverkehrszeiten zu entlasten. Als Alternative war eine neue S-Bahn-Linienführung zur Erschliessung der Science City ETH Hönggerberg über einen Tunnelbahnhof vorgeschlagen worden. Regensdorf plant derzeit, mit dem Entwicklungsgebiet Bahnhof Nord
bis zum Jahr 2040 6500 neue Wohn- und Arbeitsplätze zu schaffen. Ebenso plant die ETH Hönggerberg gemäss Masterplan 2040, den Standort um 45 % auszubauen. Zur Erschliessung dieser beiden Wachstumszentren wurde die Realisierung einer ersten Etappe der S-Bahn-Verbindung Regensdorf – ETH-Hönggerberg – Hardbrücke – Zürich HB in Kombination mit anschliessenden weiteren Ausbauten zur ganzheitlichen Erschliessung des Zürcher Hochschulstandorts vorgeschlagen. Damit liesse sich die Fahrzeit vom Hauptbahnhof Zürich zur ETH Hönggerberg von heute 25 Minuten auf 6 Minuten reduzieren, und die ETH Hönggerberg liesse sich ab dem Bahnhof Regensdorf direkt in 4 Minuten erreichen.

## Persönlichkeiten
- Karl Frei, Olympiasieger Kunstturnen 1948
- Urs Salzmann (* 1954), Bobsportler, Weltmeister im Viererbob
- Barbara Steinemann (* 1976), Politikerin (SVP), seit 2015 Nationalrätin
- Heinz Stettler (1952–2006), Bobsportler, Weltmeister im Viererbob